# Rivière du Sud (Montmagny)
Pour les articles homonymes, voir Rivière du Sud et Sud (homonymie).
La rivière du Sud est un affluent de la rive sud du fleuve Saint-Laurent. Ce cours d'eau coule dans les municipalités de Notre-Dame-du-Rosaire, Sainte-Euphémie-sur-Rivière-du-Sud, Armagh, Saint-Raphaël, Saint-François-de-la-Rivière-du-Sud, Saint-Pierre-de-la-Rivière-du-Sud et Montmagny, dans les municipalités régionale de comté (MRC) de Montmagny et de Bellechasse, dans la région administrative de la Chaudière-Appalaches, dans le sud de la province de Québec, au Canada.

## Géographie

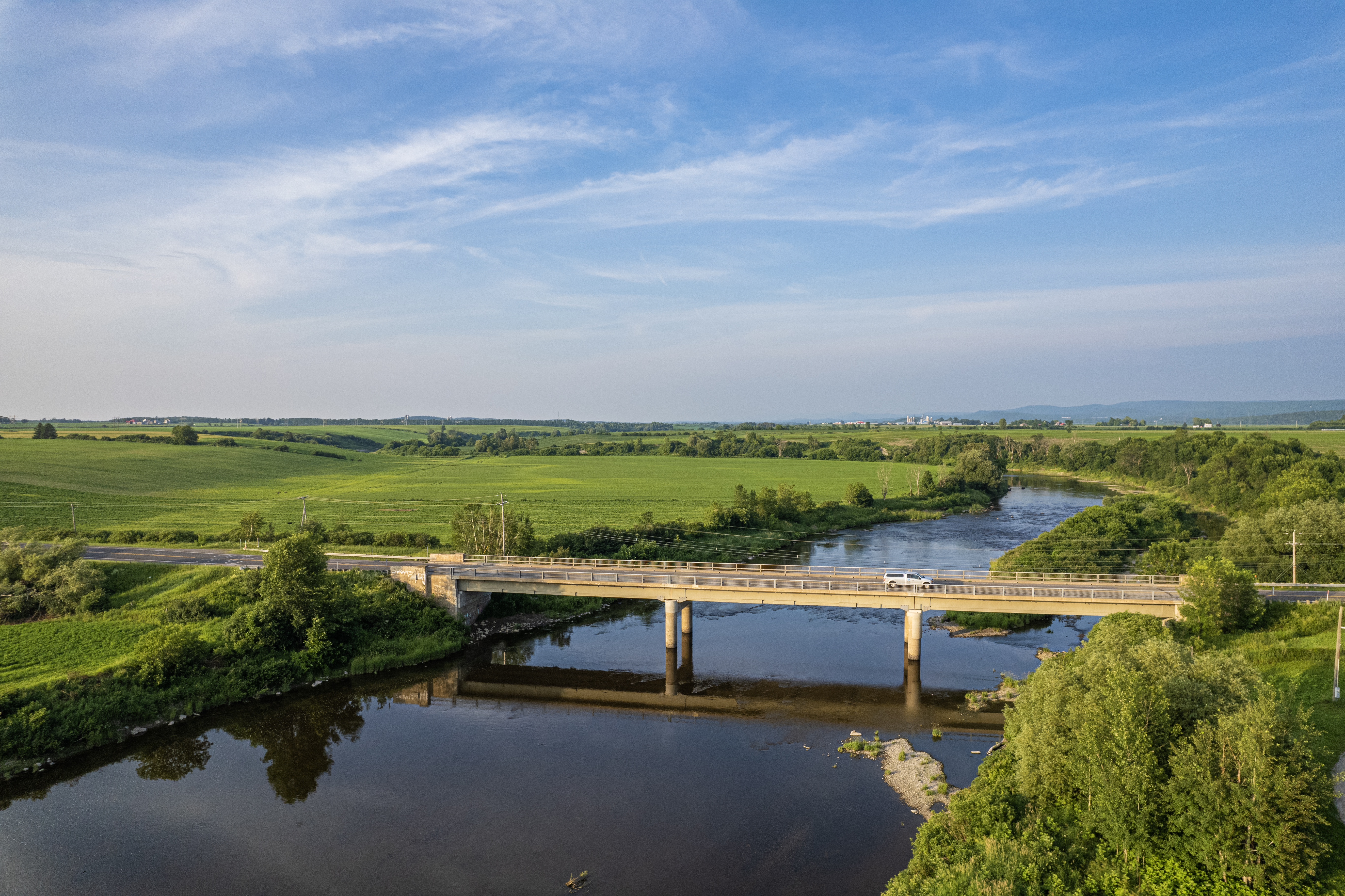
Pont au-dessus de la rivière à Saint-Pierre-de-la-Rivière-du-Sud.

La rivière du Sud prend sa source près du rang Saint-Thomas, dans le canton d'Ashburton, dans la municipalité de Notre-Dame-du-Rosaire à 25 km au sud-est de Montmagny. Cette source est située en zone forestière et montagneuse sur le versant sud-ouest d'une montagne. La rivière du Sud coule d'abord vers le sud-est suivant les lignes des montagnes appalachiennes, puis fait une grande courbe vers le nord-est pour s'orienter plus ou moins en parallèle à la rive sud de l'estuaire moyen du Saint-Laurent.
À partir de sa source, la rivière du Sud coule sur 86,5 km, avec une dénivellation de 436 mètres, répartis selon les segments suivants :
Cours supérieur de la rivière (segment de 50,6 km)
- 4,8 km vers le sud-ouest, en passant au sud de la montagne aux Érables, jusqu'à la limite sud-ouest du canton d'Ashburton ;
- 2,1 km vers le sud-ouest en recueillant les eaux de la rivière Fraser (venant du sud-est), jusqu'à la rue Principale, qu'elle coupe à 0,7 km au nord-ouest du centre du village de Notre-Dame-du-Rosaire ;
- 4,9 km vers le sud-ouest dans Notre-Dame-du-Rosaire, en recueillant les eaux du ruisseau Ferré (venant du nord) et les eaux de la rivière Alick (venant du sud-est), jusqu'à limite de Sainte-Euphémie-sur-Rivière-du-Sud ;
- 4,2 km vers le sud-ouest dans le canton de Montminy, jusqu'à la route de la Station ;
- 6,3 km vers le sud-ouest en recueillant les eaux de la rivière à la Loutre (venant de l'est), jusqu'à la limite de la municipalité d'Armagh ;
- 3,5 km vers le sud-ouest, jusqu'à la confluence de la rivière du Pin (venant du sud) ;
- 6,1 km vers le sud-ouest, jusqu'à la confluence de la rivière de la Fourche (venant du sud) ;
- 1,2 km vers l'ouest, jusqu'au pont de la route 281 Sud qu'elle coupe à 2,0 km au sud-ouest du centre du village d'Armagh ;
- 4,4 km vers l'ouest, en recueillant les eaux du ruisseau Matteau (venant du sud), jusqu'au 1er rang Nord-Ouest ;
- 6,5 km vers le nord-ouest dans la municipalité d'Armagh, en recueillant les eaux de la décharge (venant du sud) du lac à Beaulieu et du lac Duchesnay, jusqu'à la limite de Saint-Raphaël ;
- 0,8 km vers le nord-ouest, jusqu'à la confluence de la rivière Noire (venant du nord-est) ;
- 5,9 km vers le nord-ouest, en recueillant les eaux des ruisseaux du Quatre et du Cimetière (venant du sud), le ruisseau Isabelle (venant du nord), la décharge du Lac aux Castors (venant du nord), la décharge du Lac à la Hache (venant du nord), jusqu'au pont de la route 281 ;

Cours inférieur de la rivière (segment de 35,9 km)
- 3,7 km vers le nord, jusqu'au pont Sainte-Catherine, situé à l'est du village de Saint-Raphaël ;
- 4,4 km vers le nord-ouest, jusqu'au pont du rang du Sault, situé dans le hameau d'Arthurville ;
- 1,8 km vers le nord-est dans Saint-Raphaël, jusqu'à la limite de Saint-François-de-la-Rivière-du-Sud ;
- 2,6 km vers le nord-est, en recueillant les eaux du bras Saint-Michel (venant du sud), jusqu'au pont routier de la montée de la Rivière-du-Sud ;
- 7,4 km vers le nord-est, jusqu'au pont de la montée de Morigeau ;
- 2,0 km vers le nord-est, en recueillant les eaux de la rivière Morigeau (venant du sud), jusqu'à la limite municipale de Saint-Pierre-de-la-Rivière-du-Sud ;
- 4,2 km vers le nord-est, en coupant la rue Principale, jusqu'à la limite municipale de Montmagny ;
- 6,8 km vers l'est, jusqu'au pont de l'autoroute 20 ;
- 2,6 km vers le nord-est, jusqu'à la route 132 ;
- 0,4 km vers le nord, jusqu'à sa confluence.

Au terme de son cours, après avoir traversé une chute d'une hauteur de sept mètres, la rivière du Sud se jette dans Le Bassin, sur la longue grève du Banc de Saint-Thomas, sur la rive sud du fleuve Saint-Laurent, au cœur de la ville de Montmagny. Cette confluence qui comporte le refuge d'oiseaux de Montmagny est située face au chenal de Saint-Thomas.

## Barrages
Quatre barrages sont localisés sur le cours de la rivière du Sud. Les barrages de Saint-Raphaël et de Montmagny sont utilisés à des fins d'hydroélectricité, le barrage d'Arthurville était également utilisé à des fins hydroélectriques par le passé alors que le barrage du Moulin-des-Chutes sert de prise d'eau pour la municipalité de Saint-Raphaël.

### Barrage de Saint-Raphaël

#### Historique
Le barrage de Saint-Raphaël, situé dans la municipalité du même nom, a été construit en 1920 par la Corporation d'énergie de Montmagny, cette dernière sera rachetée par la Quebec Power en 1927. Hydro-Québec prends possession de la Quebec Power et, du même coup, du barrage et de la centrale de Saint-Raphaël lors de la nationalisation de l'électricité.
Hydro-Québec exploitera la centrale électrique jusqu'en 1982 ou 1984. En 1988, la société d'État démantèle la conduite forcée d'une longueur de plus de deux kilomètres qui avait été construite entre 1939 et 1945, celle-ci ayant remplacé la conduite forcée originale construite en 1920 par la Pacific Coast Pipe Company de Vancouver.
En 1989, Hydro-Québec investira tout de même 3.5 millions de dollars pour reconstruire le barrage de Saint-Raphaël à la suite de pression dans la localité. En 1991, le barrage est cédé à la Société d'énergie de Saint-Raphaël, qui reconstruira une nouvelle conduite forcée au coût de 5.5 millions de dollars. Au début des années 2000, le barrage et la centrale sont une fois de plus cédés, cette fois-ci à la Algonquin Power.

#### Caractéristiques
Ce barrage de type béton-gravité a une hauteur de 22,6 mètres et une longueur de 196,2 mètres. Le barrage est composé de deux cloisons, la cloison gauche contient la prise d'eau et deux vannes-cloisons, une actionnée par une vis sans fin motorisée et une actionnée par un vérin hydraulique motorisé située dans le pertuis de fonds. La cloison droite comportait autrefois une passe à billes dans sa première section et une passe à débris dans sa deuxième section. La cloison droite remplace une digue de terre qui a été emportée par la rivière un an après la mise en service du barrage. La centrale a une capacité de 4,05 MW.

### Barrage du Moulin-des-Chutes

#### Historique
Le barrage du Moulin-des-Chutes est situé dans la municipalité de Saint-Raphaël, il est situé en aval du barrage de Saint-Raphaël et en amont de la centrale de Saint-Raphaël. Le moulin de la Chute ou moulin Bernard était une scierie située à proximité qui a été construit pour la première fois en 1878 par Georges Bernard. Le moulin sert aujourd'hui de prise d'eau pour la municipalité de Saint-Raphaël.

#### Caractéristiques
Ce barrage de type béton-voûte a une hauteur de 6,3 mètres et une longueur de 50,5 mètres.

### Barrage d'Arthurville

#### Historique
L'actuel barrage d'Arthurville a été construit en 1948. Le barrage est juxtaposé au moulin du Grand Sault qui a été construit en 1797 par Charles-Gaspard Tarieu de Lanaudière. Ce moulin à eau a servi au moulange des farines jusqu'en 1968, un moulin à scie voisin a également opéré jusqu'en 1972 avant d'être détruit en 1978 après s'être effondré. En 1992, Énergie DLS fait l'acquisition du moulin et du barrage pour le transformer en centrale hydroélectrique.
En 1992, les deux turbines existantes totalisant 65 forces sont remplacées par trois turbines de 165 forces chacune, deux conduites d'eau sont aménagées et le moulin est restauré. La centrale hydroélectrique produisait 0,5 MW jusqu'au 28 août 2011 alors que la centrale est endommagée par le passage de l'ouragan Irene.

#### Caractéristiques
Ce barrage de type béton-gravité a une hauteur de 4,5 mètres et une longueur de 131,5 mètres.

### Barrage de Montmagny

#### Historique
Le site du barrage actuel a été utilisé en premier en 1746 alors que le seigneur de l'époque fit construire un moulin à farine. Un moulin à scie est installé au début des années 1900, puis une centrale hydroélectrique est aménagée en vers 1930 par la Price Brothers and Company. Cette centrale hydroélectrique est détruite par un incendie en 1978. En 1994, la ville de Montmagny cède le barrage à l'entreprise Hydro-Montmagny en lui donnant l'autorisation d'opérer une nouvelle centrale hydroélectrique sur le site. La centrale est finalement reconstruite en 1996 et rachetée par Innergex en 2000.

#### Caractéristiques
Ce barrage de type déversoir libre avec une carapace de béton a une hauteur de 6 mètres et une longueur de 135,6 mètres. La centrale abrite cinq turbines Kaplan qui totalisent une puissance installée de 2,1 MW. L'énergie produite est acheminée par une courte ligne aérienne au réseau de distribution d'Hydro-Québec.

## Toponymie
Probablement dénommée « rivière S. Antoine » par Samuel de Champlain sur sa carte de 1632, et « R. de S. Anthome » par Jean Boisseau, en 1643, la rivière du Sud semble faire son apparition sur la carte de Jean Bourdon, dressée vers 1641, sous la forme Grande rivière du Sud. L'acte de concession de la seigneurie de la Rivière-du-Sud à Charles Huault de Montmagny, en 1646, signale expressément «la rivière appelée du Sud à l'endroit où elle se décharge dans le fleuve Saint-Laurent». Très stable par la suite, le toponyme fait partie de la désignation officielle de trois municipalités drainées par ce cours d'eau : Saint-Pierre-de-la-Rivière-du-Sud, Saint-François-de-la-Rivière-du-Sud et Sainte-Euphémie-sur-Rivière-du-Sud.
Le toponyme Rivière du Sud a été officialisé le 5 décembre 1968 à la Commission de toponymie du Québec.